# محمد مطهری
محمد مطهری (زادهٔ ۱۳۴۵) روحانی ایرانی و معاون پژوهشی بنیاد علمی فرهنگی شهید مطهری است. وی هفتمین و آخرین فرزند مرتضی مطهری است. علی مطهری فرزند دیگر مرتضی مطهری برادر او و نمایندهٔ چند دوره مجلس بوده‌است.

## انتخابات دهم ریاست جمهوری
مطهری پس از برگزاری انتخابات، از منتقدین به نحوهٔ برخورد حکومت با معترضین بود. وی که تاکنون در مسائل سیاسی وارد نشده بود به خاطر اظهارنظری در این باره مورد هجمهٔ صداوسیما و برخی چهره‌ها و گروه‌های اصول‌گرا واقع شد. هنگامی که در سال ۱۳۹۳ گروه‌های محافظه‌کار از سخنرانی پروفسور کلی در مشهد جلوگیری کردند، او با نوشتن نامه‌ای همجنس‌گرا بودنِ پروفسور کلی را رد کرد و در عوض به همجنس‌گرا بودن تیری میسان که مورد علاقهٔ محافظه‌کاران بود، و بی‌اعتنایی اصول‌گرایان به این مسئله اعتراض کرد.

## تحصیلات
به گفتهٔ او «از همان کودکی قصد ورود به کسوت روحانیت» را داشته‌است. او تنها فرزند مرتضی مطهری است که چون پدرش به یادگیری علوم دینی پرداخت. هنگام درگذشت پدرش، سیزده ساله و در کلاس دوم راهنمایی بود. پس از دیپلم در سال ۱۳۶۳ درس‌های حوزوی را به‌طور جدی آغاز کرد و در سال ۱۳۷۳ به کسوت روحانیت درآمد. او علاوه بر تحصیلات حوزوی، دارای مدرک کارشناسی مهندسی برق از دانشگاه شریف، کارشناسی ارشد فلسفه از دانشگاه تهران و دکترای فلسفه دین از دانشگاه تورنتوی کانادا است.